# Aornos
Aornos (derivado de la palabra griega para "cielo" y ubicada en el actual valle del río Swat, Pakistán, al norte del actual Attock en la región de Punyab) fue el sitio del último asedio liderado por Alejandro Magno, «el clímax de la carrera de Alejandro como el conquistador más grande de la historia», según Robin Lane Fox. El asedio de Aornos tuvo lugar como parte de la campaña del Cofete.
El asedio tuvo lugar en el invierno del año 327-326 a. C. El lugar fue identificado como la montaña Pir-Sar en Swat, en Pakistán, por Aurel Stein en 1926, durante una expedición científica ordenada y auspiciada por el gobierno de la India británica; un hallazgo que ha sido posteriormente confirmado por arqueólogos.
Aornos representaba la última amenaza a la línea de suministros de Alejandro, que se extendía, de forma peligrosa y quedando vulnerable, desde el Hindú Kush hasta Balj; aunque Flavio Arriano atribuyó esto a los heroicos deseos de Alejandro para superar al mítico Heracles, quien, según una tradición, había sido incapaz de llegar a Pir Sar, que los griegos llamaban Aornis.
El sitio se encuentra al norte de Attock en el Punjab, en una montaña fuertemente reforzada por encima de los estrechos desfiladeros en un recodo del Indo superior. Tenía una cumbre llana bien abastecida con fuentes naturales y lo suficientemente amplia como para cultivar: no podía provocar hambre con el asedio para forzarla a rendirse. Miembros de las tribus vecinas que se rindieron ante Alejandro se ofrecieron a guiarlo al mejor punto de acceso.

## Antecedentes
Desde mayo de 327 a. C. Alejandro Magno había comenzado una nueva expedición militar conocida como la campaña del Cofete para subyugar a la región de Panyab en el norte de los actuales Pakistán e India; los objetivos principales eran apropiarse de todo el territorio que alguna vez formó parte del Imperio persa aqueménida ya que Alejandro se había declarado su sucesor oficial y el segundo objetivo principal era asegurar su flanco norte como un paso preliminar para comenzar su conquista de la India y, al mismo tiempo, la conquista del Panyab significaría que las líneas de suministros para abastecer a su ejército en la India que pasasen por dicha región estarían seguras.
Tras sus victorias iniciales en la campaña (sobre todo después de los sitios de Massaga y Bazira), miles de refugiados (sobre todo de la tribu de Assakenoi) habían huido y se habían atrincherado a Aornos.
Alejandro debía tomar Aornos por razones estratégicas ya que la fortaleza se encontraba en su retaguardia y sus líneas de suministros estaban muy sobreextendidas; por tanto, Alejandro decidió tomar Aornos para asegurar sus líneas de suministros y evitar ser rodeado por el enemigo y atacado en dos direcciones al mismo tiempo. Adicionalmente, Aornos era considerada junto a Bactra como los principales asentamientos de la región de Bactria.
Pero adicionalmente a razones prácticas, Alejandro también se vio motivado por el hecho de que, de acuerdo a antiguas leyendas griegas, el mismo Heracles (el equivalente griego de Hércules) había intentado en la antigüedad tomar Aornos pero había fracasado; Alejandro quería igualar las acciones de Heracles y superarlas tomando la fortaleza y prevaleciendo donde Heracles había fracasado.
Sin embargo, la fortaleza de Aornos era increíblemente formidable desde un punto de vista militar: se encontraba en una montaña de alrededor de 3,000 metros de altura con un diámetro de unos 33 kilómetros de diámetro, su límite sureño se encontraba rodeado por el río Indo; un solo sendero muy estrecho y accidentado proporcionaba acceso a la fortaleza la cual además contaba con abundante agua potable que provenía de un manantial en su cima y con suficiente espacio para tener sembradíos en su interior por lo cual la fortaleza no necesitaba almacenar suministros.
Las fuerzas Assakenoi eran comandadas por un hermano del rey de dicha tribu que había muerto en batalla en Massaga.

## El asedio
Alejandro comenzó marchando con sus hombres por el margen derecho del río Indo hasta la población de Embolima (actual Amb en Pakistán) que se ubicaba al pie de Aornos; ahí dejó a su general Crátero con una porción del ejército para recolectar suministros y mantener abastecida al ejército cuando este partiera a Aornus. Tras estos arreglos, Alejandro partió con dos contingentes: uno dirigido por él mismo y otro dirigido por su general Ptolomeo.
Al llegar a Aornos, Alejandro paso dos días realizando labores de exploración y reconocimiento, pero tras esto no tenía inicialmente una buena idea de como tomar la fortaleza hasta que un anciano local y sus dos hijos que vivían en extrema pobreza en una cueva local se acercaron a Alejandro para rendirse y someterse voluntariamente a su autoridad; ellos le darían información crucial sobre el terreno junto con la ubicación de la mejor y más accesible ruta hacia la fortaleza. Alejandro premiaría a este anciano con 80 talentos de oro.
Alejandro envió entonces a este grupo de locales junto con su general Ptolomeo para que le guiasen, tras lo cual Ptolomeo y Éumenes (general y secretario de Alejandro) realizaron exploraciones de reconocimiento tras lo cual escogieron  y sin ser vistos por el enemigo ocuparon una posición donde había un camino escabroso y de difícil acceso que fortificó con una empalizada y una zanja. Después hicieron una señal con fuego para avisar a Alejandro de que la posición había sido tomada y este escogió a un contingente selecto de 30 hipaspistas de élite para avanzar hacia la fortaleza pero se encontró con un terreno difícil y una fuerte resistencia de los defensores de Pir-Sar que se percataron de lo que sucedía cuando vieron los movimientos del contingente liderado por Alejandro y utilizaron catapultas para atacarlo tanto a este contingente como al de Ptolomeo: el contingente de Alejandro fue destruido completamente (aunque Alejandro se había quedado metros atrás porque les cedió el derecho a ser los primeros en atacar por lo que salió indemne), pero el contingente de Ptolomeo repelió exitosamente, aunque con muchas dificultades, los ataques al refugiarse dentro de sus fortificaciones; tras esto, los combates cesaron al anochecer.

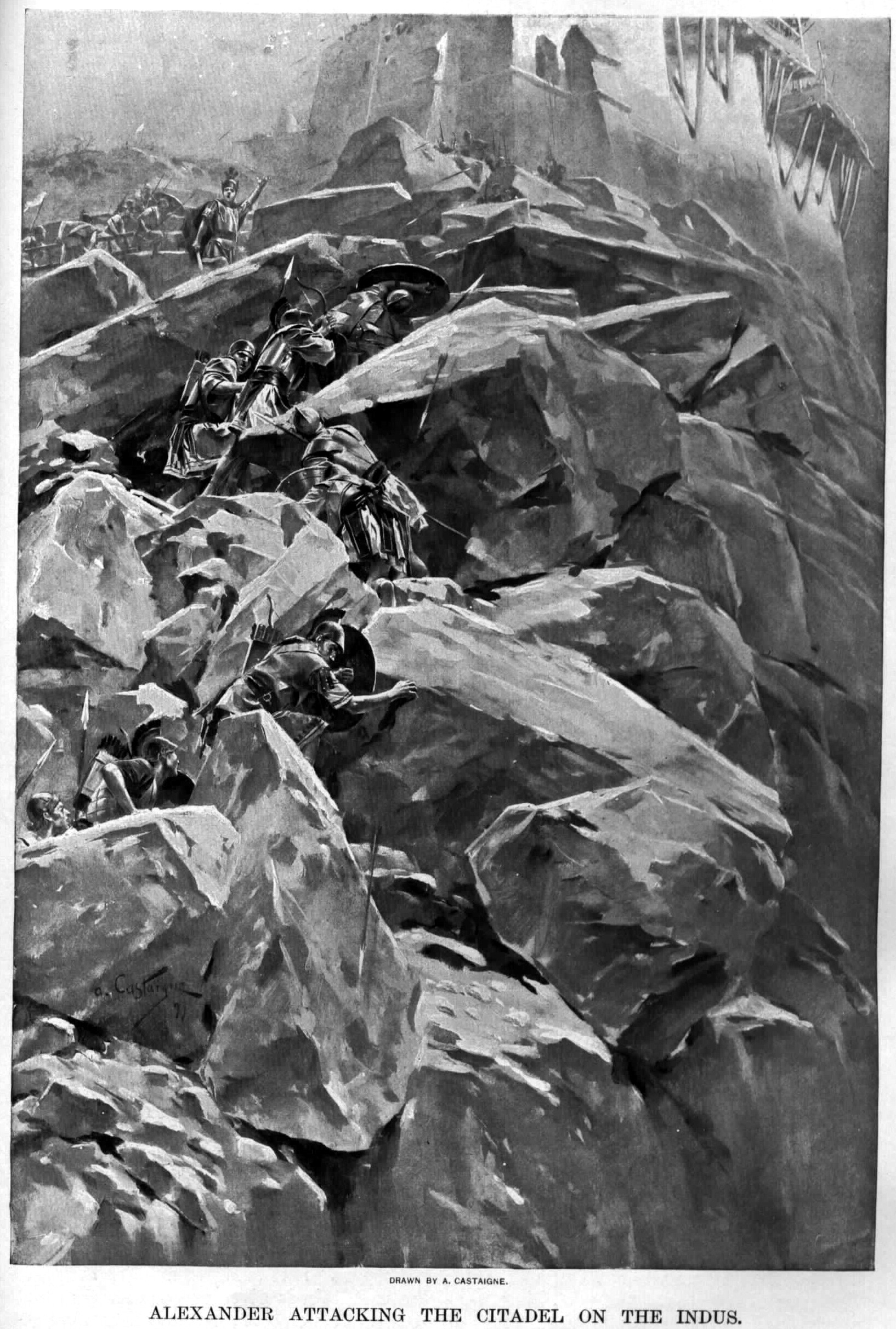
Dibujo del siglo 19 del asalto macedonio a la fortaleza de Aornos

Durante esa noche Alejandro recibió a otro local que participaba en la defensa de Aornos pero había desertado y le informo de las disposiciones de la fortaleza y las mejores rutas de la montaña. Tras esto, Alejandro envió una nota a Ptolomeo ordenándole ser más agresivo el día siguiente cuando Alejandro ejecutó una ofensiva que le permitió tomar un sendero hasta la fortaleza; los defensores salieron de la fortaleza para atacar al contingente de Alejandro y derrotar esta ofensiva pero los macedonios tuvieron éxito al final.
Al día siguiente, en el lado norte que conducía a la fortaleza principal, un barranco de unos 400 metros de profundidad detuvo a Alejandro y sus catapultas: para poder alcanzar a los enemigos con los proyectiles de sus máquinas de asedio, las tropas macedonias empezaron a construir un montículo para hacer una especie de puente sobre el barranco acumulando gran cantidad de estacas, maleza y tierra.
El primer día de trabajo crearon un montículo de unos 183 metros, pero como los laterales se cayeron bruscamente, el progreso disminuyó con rapidez; sin embargo, tras cuatro días de trabajo, se alcanzó una colina de la misma altura que la meseta más alta donde estaban los defensores de Pir-Sar; los defensores trataron de entorpecer y retrasar las labores de los macedonios saliendo constantemente de la fortaleza para atacarlos y causando algunas bajas pero los macedonios los repelieron todas las veces con arqueros y misiles de sus máquinas de asedio. Durante la construcción, se realizó un ataque durante el cual Alejandro, peleando en la vanguardia, y su primera fuerza de treinta hombres fueron rechazados por enormes rocas que fueron rodadas por las paredes de las laderas desde arriba por los defensores. Tres días de fiestas al son del tambor marcaron la celebración de los defensores de la inicial repulsa, seguida por una sorprendente retirada. Alejandro y sus hombres subieron hasta la última pared de la roca utilizando cuerdas.
Los trabajos en el montículo continuaron durante los siguientes seis días sin parar tras los cuales los macedonios habían alcanzado la altura de la fortaleza principal misma. En este punto los defensores perdieron la esperanza y enviaron un emisario a Alejandro ofreciendo su rendición a cambio de que sus vidas fueran respetadas; sin embargo, las negociaciones que siguieron se alargaron tanto que los defensores urdieron un plan para escapar de la fortaleza durante la noche, temiendo que si se rendían serían masacrados o esclavizados tal como había sucedido poco antes en el sitio de Massaga. Pero Alejandro se dio cuenta de su plan y la noche del escape no hizo nada hasta que todos los defensores habían salido de la fortaleza, llegando incluso a retirar a sus soldados de posibles rutas de escape para que los defensores pudieran huir libremente. Tras esto ocupó la fortaleza recién abandonada con 700 de sus mejores hombres y sorprendió a los defensores mientras escapaban, atacándolos y masacrando a la mayoría.

## Consecuencias
Según Diodoro Sículo, al terminar el sitio Alejandro permitió que todos los indios que quisieron abandonar la fortaleza se retiraran; sin embargo, Flavio Arriano indica que se produjo una masacre.

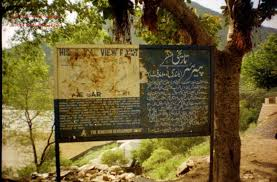
Letrero moderno conmemorando la batalla en el sitio de la Roca de Aornos

Los más probable es que Alejandro haya ejecutado a todos los hombres y vendido como esclavos a mujeres y niños; esta conclusión resulta razonable tomando en cuenta que era el castigo común impuesto por Alejandro en poblaciones que no se rendían y sometían voluntariamente a su autoridad y parece más probable ya que durante toda su campaña afgana Alejandro consistentemente prefirió la destrucción de los civiles y guerreros derrotados.
Después de tomar la ciudad, Alejandro levantó altares a Minerva y Atenea, Atenea de la Victoria, cuyos restos fueron reconocidos por el arqueológo británico Marc Aurel Stein quien también fue el responsable de identificar la ubicación de la batalla.
Tras esto, Alejandro persiguió al hermano del rey Assakenoi y a los restos de sus fuerzas que habían logrado escapar del sitio, quienes cruzaron el Indo y se refugiaron en las tierras de Abisares quien era rey de la tribu Abhira: pero Abisares eventualmente se sometió a la autoridad de Alejandro después de que el rey Poros fuese derrotado; tras esto, muy probablemente los refugiados de Assakenoi fueron ejecutados o entregados a Alejandro quien posteriormente los ejecutó de igual manera.
La victoria en Aornos dejó a Alejandro libre para seguir su trayecto a Punjab, y su reputación de invencibilidad parecía estar establecida en la India. La batalla del Hidaspes fue el siguiente paso.